# Karim Aït-Fana
Karim Aït-Fana (Limoges, Francia, 25 de febrero de 1989) es un futbolista marroquí que juega de delantero. 

## Clubes
| Club                 | País      | Año       |
| -------------------- | --------- | --------- |
| Montpellier H. S. C. | Francia   | 2005-2016 |
| Nîmes Olympique      | Francia   | 2016-2017 |
| G. S. Consolat       | Francia   | 2017      |
| Wydad Casablanca     | Marruecos | 2018      |

## Palmarés

### Títulos nacionales
| Título  | Club                 | País    | Año     |
| ------- | -------------------- | ------- | ------- |
| Ligue 1 | Montpellier H. S. C. | Francia | 2011-12 |